# 루안다주

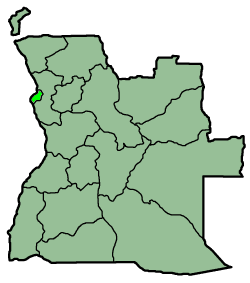
루안다 주의 위치

루안다주(Luanda)는 앙골라의 주로, 주도는 루안다(앙골라의 수도이기도 함)이며 면적은 2,257km2, 인구는 약 2,500,000명이다.